# Megaleranthis
Megaleranthis es un género de plantas con flores con una sola especie, Megaleranthis saniculifolia, de la familia Ranunculaceae. Es endémico de Corea del Sur.
- Datos: Q9031168